# Bliss (gruppo musicale britannico)
I Bliss sono un gruppo musicale britannico di musica elettronica e pop in attività tra il 1986 e il 1991. Durante questi cinque anni il gruppo ha pubblicato due album e diversi singoli per l'etichetta discografica Parlophone.
Nel 2007, dopo un'esperienza della cantante Rachel Morrison come solista, il gruppo si è riformato e, nel 2009, ha pubblicato un terzo album per una nuova etichetta discografica, la India.

## Storia

### I primi album
Il gruppo è stato fondato nel 1986 dalla cantante Rachel Morrison e dal bassista Paul Ralphes, membri principali, che unendosi a Paul Sirett (chitarra), Chris Baker (batteria) e Roger Askew (tastiera, piano e organo) hanno composto la formazione iniziale del gruppo.
Nel 1988 hanno pubblicato due singoli per l'etichetta discografica Survival, intitolati I Hear You Call e Your Love Meant Everything. Tra il marzo e il settembre di quell'anno hanno registrato, insieme ad altri musicisti che non facevano parte del quintetto, il loro album di debutto, Loveprayer, pubblicato nel 1989 dalla Parlophone.
Il disco non ebbe particolare successo negli Stati Uniti e nella stessa Gran Bretagna, paese d'origine del gruppo, ma ne riscosse in Europa, Brasile, Nuova Zelanda e Australia.
Successivamente al primo disco si sono uniti al gruppo altri due elementi, Tommy Schmeider, che ha affiancato Paul Sirett alle chitarre, e Michael Witzel, alla batteria insieme a Chris Baker. Con questa formazione ampliata, il gruppo ha pubblicato, nel 1991, il disco A Change in the Weather, prodotto da Rupert Hine e alla realizzazione del quale hanno partecipato artisti come Paul Carrack e Liam O'Maonlai del gruppo Hothouse Flowers. In concomitanza con l'uscita del secondo disco, come il precedente pubblicato dall'etichetta Parlophone, sono stati pubblicati anche i singoli Watching Over Me, Crash Into the Ocean e I Don't Want to Hurry ed è stato effettuato un tour durante il quale si sono esibiti al fianco di Van Morrison, Chris Isaak e i The Neville Brothers.

### Lo scioglimento e la carriera solista di Rachel Morrison
Terminata la promozione del disco il gruppo si è sciolto e i componenti hanno seguito differenti strade; Paul Ralphes ha proseguito una carriera da solista trasferendosi in Brasile, mentre la cantante Rachel Morrison, dopo aver avuto un bambino, ha iniziato ad effettuare dei tour insieme a suo marito, accreditato come Tom E. Morrison. Successivamente hanno formato il progetto musicale di musica elettronica Meeker, che ha pubblicato diversi singoli nel 2000 e 2001. Con questo pseudonimo hanno collaborato anche alle colonne sonore dei film Lo smoking, Sparkle e London to Brighton.

### Riformazione
Dopo un incontro tra i membri fondatori del gruppo avvenuto nell'inverno 2006 prese forma l'idea di una riformazione del complesso e uscì, in Germania, la raccolta Best of per l'etichetta discografica Zounds, pubblicato anche l'anno successivo con il titolo Spirit of Man. Simultaneamente sono state pubblicate delle versioni rimasterizzate dei primi due dischi per la EMI, etichetta dalla quale dipendeva la loro casa discografica originale.
Nel 2007 il gruppo si è ufficialmente ricostituito, con una formazione quasi interamente differente dall'originale; la Morrison si è infatti unita a Simon Peter (tastiere) e Rob Tree (basso) e Marc Layton-Bennett (batteria e percussioni) e, insieme anche al marito Tom E. Morrison (chitarra). Nello stesso anno è stato pubblicato l'album The Celtic Woman, accreditato solo alla cantante e incentrato sulla musica celtica, mentre nel 2009 è stato diffuso My World Your World, terzo album di inediti del gruppo, uscito per la India Records.

## Discografia

### Album in Studio
- 1989 - Loveprayer (EMI/Parlophone)
- 1991 - A Change in the Weather (EMI/Parlophone)
- 2009 - My World Your World (Big Sky Song)

### Raccolte
- 2007 - Best Of (Zounds) (Germania) - ripubblicato nel 2008 come Spirit of Man

### Singoli
- 1989 - I Hear You Call (Gennaio)
- 1989 - Your Love Meant Everything
- 1989 - Won't Let Go (Aprile)
- 1989 - How Does it Feel the Morning After (Luglio)
- 1991 - Watching Over Me (Marzo)
- 1991 - Crash Into the Ocean (Giugno)
- 1991 - I Don't Want to Hurry (Settembre)

## Formazione
- Rachel Morrison (1986-1991, dal 2007), voce
- Tom E. Morrison (dal 2007), chitarra
- Simon Peter (dal 2007), tastiere
- Rob Tree (dal 2007), basso
- Marc Layton-Bennett (dal 2007), batteria e percussioni

### Membri precedenti
- Paul Ralphes (1986-1991), basso
- Paul Sirett (1986-1991), chitarra
- Chris Baker (1986-1991), batteria
- Roger Askew (1986-1991), tastiera, piano e organo